# Heitor Malagutti
Ettore Malaguti, conhecido como Heitor Malaguti, (Ostiglia, 13 de julho de 1871 — Rio de Janeiro, 3 de março de 1925) foi um pintor, desenhista, poeta e pianista ítalo-brasileiro.

## Biografia
Chegou ao Brasil na idade de cinco anos com os pais, os imigrantes italianos Luigi Malaguti e Giudita Malaguti e mais cinco irmãos, no navio Isabella, no Porto do Rio de Janeiro, em 28 de janeiro de 1887. Foram para o Espírito Santo, indo para o destino da família Malaguti que era o porto de Cachoeiro de Santa Leopoldina. 
Depois de lguns anos vivendo nos Espírito Santo, foram para o Rio de Janeiro, onde a família se estabeleceu.